# Olga Rodenko
Olga Rodenko (Den Haag, 22 februari 1924) is een Nederlands schrijfster.

## Biografie
Rodenko is een zus van Paul Rodenko (1920-1976) en dochter van een Russische vader, Iwan Rodenko (1889-1960), en een Engels-Nederlandse moeder, Adriana Maria Helena Sheriff (1901-1980). Ze groeide op in Riga en later in Den Haag en Zutphen. . Ze werd psychotherapeute, maar debuteerde ook bij Meulenhoff in 1978 met een bundel korte verhalen, Teken eens een mens. In 1986 publiceerde ze haar eerste roman, Oversteken. In al haar letterkundige werk speelt haar beroepsmatige ervaring een rol.
In 2000 deed ze een bundel verschijnen over zinloos geweld, geschreven vanuit ervaring op het gebied van de behandeling en begeleiding van moeilijk opvoedbare jeugd.

### Privé
Rodenko was de laatste partner van taalwetenschapper prof. dr. Henk Schultink (1924-2017).